# Сали Руни
Сали Руни (енгл. Sally Rooney; Каслбар, 20. фебруар 1991) ирска је књижевница најпознатија по свом дебитанском роману Разговори са пријатељима и роману Нормални људи.
Добитница је неколико књижевних награда: награде Коста, награде Вотерстоунс за књигу године, и Пост Ајриш, такође за роман године. Била је и у најужем избору за књижевну награду Дилан Томас, награду Кери Групе за ирски роман године, као и за награде Дезмонд Елиот и Ратбоунс Фолио и Женске награде за фикцију. У 2018. била је с романом Нормални људи у ширем избору за Букерову награду.

## Биографија
Сали Руни је рођена 1991. године у Каслбару, у Ирској, где је и одрасла. Отац јој је радио у телефонској компанији а мајка у дому културе. Има старијег брата и млађу сестру.
Студирала је на енглески језик  на Колеџу Тринити у Даблину, а потом је уписала мастер из политичких наука, са којег се преместила на мастер америчке књижевности. За време студија проглашена је за најбољег говорника на Европском дебатном такмичењу. Пре него што је постала писац, радила је административне послове у ресторану. Живи у Даблину.

## Стваралаштво
Њен први роман, Разговори са пријатељима, објављен је 2017. године  док је још завршавала мастер студије америчке књижевности. Написала га је за три месеца. Роман јој је  донео јој награду листа Сандеј тајмс за Младог писца године.
Сали Руни је своје прозне текстове објављивала у часописима и листовима Даблин ривју, Стингинг ﬂај и Гранта, а њен књижевни таленат препознали су и тако престижни медији као што су Гардијан, Сандеј тајмс, Обзервер, Ивнинг стандард и Дејли телеграф, и њен роман првенац такође прогласили за књигу године.
Сали Руни је добитница још неколико књижевних награда: награде Коста, награде Вотерстоунс за књигу године, и Пост Ириш, такође за роман године. Била је и у најужем избору за књижевну награду "Дилан Томас", награду Кери Групе за ирски роман године, као и за награде "Дезмонд Елиот" и Ратбоунс Фолио и Женске награде за фикцију. У 2018. Сали Руни је с романом Нормални људи била у ширем избору за Букерову награду.

## Дела

### Романи
- Разговори са пријатељима (Conversations with Friends, 2017)
- Нормални људи (Normal People, 2018)

### Кратка проза
- „After Eleanor Left” (на језику: енглески). 1. Ballinafad: Winter Pages. зима 2015. ISBN 9780993302909.[1][2][3][4][5]
- „Concord 34” (на језику: енглески). 63. Dublin: The Dublin Review. лето 2016. ISBN 9780992991579.[6]
- „At the Clinic”. 18. London: The White Review. септембар 2016. ISBN 9780992756291.[7][8]
- „Robbie Brady’s astonishing late goal takes its place in our personal histories”. New Statesman. 10. 8. 2017.[9]
- Mr Salary. London: Faber & Faber. 3. 1. 2019. стр. 48. ISBN 9780571351954. OCLC 1104816821.[10]

(First published in Granta 135: New Irish Writing Fiction 19 April 2016)
- „Color and Light”. The New Yorker. 18. 3. 2019.[13]

### Поезија
- „The Most Amazing Live Instrumental Performance You Have Ever Heard”. 2 (30). The Stinging Fly. пролеће 2015. Архивирано из оригинала 07. 02. 2021. г. Приступљено 08. 06. 2020.[14]
- „Seven AM in April”. 2 (30). The Stinging Fly. пролеће 2015. Архивирано из оригинала 08. 06. 2020. г. Приступљено 08. 06. 2020.[15]
- „An Account of Vital Clues Which Appear To You In A Dream”. 2 (30). The Stinging Fly. пролеће 2015. Архивирано из оригинала 30. 01. 2021. г. Приступљено 08. 06. 2020.[16]
- „It Is Monday”. 2 (30). The Stinging Fly. пролеће 2015. Архивирано из оригинала 06. 02. 2021. г. Приступљено 08. 06. 2020.[17]
- „Have I Been Severe?”. 2 (30). The Stinging Fly. пролеће 2015. Архивирано из оригинала 08. 08. 2020. г. Приступљено 08. 06. 2020.[18]
- „Leaving You”. 2 (30). The Stinging Fly. пролеће 2015. ISBN 9781906539443. Архивирано из оригинала 10. 02. 2021. г. Приступљено 08. 06. 2020.[19]

### Есеји
- „Even if you beat me” (на језику: енглески). 58. The Dublin Review. пролеће 2015. ISBN 9780992991524.[20]
- „An Irish Problem”. London Review of Books. 24. 5. 2018.[21]
- „An App to Cure My Fainting Spells”. The New Yorker. 20. 11. 2017.